# ژاندوو
ژاندوو (به چکی: Žandov) یک منطقهٔ مسکونی و شهرستان دارای شهرک سابقاً روستا در جمهوری چک است که در شهرستان چسکا لیپا واقع شده‌است.